# Мёль
Мёль (фр. Meulles) — коммуна во Франции, находится в регионе Нижняя Нормандия. Департамент коммуны — Кальвадос. Входит в состав кантона Орбек. Округ коммуны — Лизьё.
Код INSEE коммуны — 14429.

## Население
Население коммуны на 2010 год составляло 396 человек.
| 1962 | 1968 | 1975 | 1982 | 1990 | 1999 | 2010 |
| ---- | ---- | ---- | ---- | ---- | ---- | ---- |
| 493  | 449  | 396  | 330  | 329  | 362  | 396  |

## Экономика
В 2010 году среди 237 человек трудоспособного возраста (15—64 лет) 171 были экономически активными, 66 — неактивными (показатель активности — 72,2 %, в 1999 году было 65,9 %). Из 171 активных жителей работали 149 человек (79 мужчин и 70 женщин), безработных было 22 (12 мужчин и 10 женщин). Среди 66 неактивных 17 человек были учениками или студентами, 26 — пенсионерами, 23 были неактивными по другим причинам.